# Приватні файли Джона Едгара Гувера
«Приватні файли Джона Едгара Гувера» (англ. God Told Me To) — американська біографічна драма 1977 року, написана, спродюсована та знята Ларрі Коеном. У головній ролі Бродерік Кроуфорд.

## Синопсис
Вигадана історія життя Дж. Едгара Гувера, очільника ФБР з 1924 по 1972 рік.

## У ролях
| Актор             | Роль                     |
| ----------------- | ------------------------ |
| Бродерік Кроуфорд | Джон Едгар Гувер         |
| Майкл Паркс       | Роберт Кеннеді           |
| Хосе Феррер       | Лайонел МакКой           |
| Селеста Голм      | Флоренс Голлістер        |
| Ріп Торн          | Двайт Вебб               |
| Роні Блеклі       | Керрі ДеВітт             |
| Ден Дейлі         | Клайд Толсон             |
| Говард да Сільва  | Франклін Делано Рузвельт |
| Майкл Сакс        | Мелвін Первіс            |
| Раймонд Сен-Жак   | Мартін Лютер Кінг        |
| Ендрю Дуґґан      | Ліндон Джонсон           |
| Ллойд Нолан       | Гарлан Ф. Стоун          |
| Джун Гевок        | мати Гувера              |
| Ллойд Гоф         | Волтер Вінчелл           |

## Показ
Фільм показали у Французькій сінематеці в січні 2023 року в рамках ретроспективи Коена.

## Зовнішні посилання
- The Private Files of J. Edgar Hoover на сайті IMDb (англ.)
- Article on film at Bright Lights Film Journal